# Te Houhou / George Sound
Der Te Houhou / George Sound ist ein als Fjord zu bezeichnender Meeresarm auf der Südinsel von Neuseeland.

## Geographie
Der 21,2 km lange Te Houhou / George Sound befindet sich rund 55 km nordwestlich von Te Anau an dem südwestlichen Teil der Westküste der Südinsel. Zum Ende des Sounds teilt sich das Gewässer in zwei Arme, dem South West Arm und dem Arm an dem die Alice Falls sich vom Lake Alice rund 56 m in die Tiefe stürzen. Der Te Houhou / George Sound umfasst eine Fläche von 32,9 km², besitzt eine Küstenlänge von rund 60 km und ist an seiner breitesten Stelle rund 2000 m breit. Der Eingang zum Sound misst 1610 m. Die maximale Tiefe des Te Houhou / George Sound beträgt 224 m, wogegen sich die den Sound umgebenden Berge bis auf über 1300 m Höhe erheben. Das Wassereinzugsgebiet des Fjords umfasst eine Fläche von 305 km².
Rund 15 km südwestlich befindet sich der Taitetimu / Caswell Sound und rund 10 km nordöstlich der Hāwea / Bligh Sound.

## Geologie
Der Te Houhou / George Sound ist im klassischen Sinne ein Fjord, der wie alle Fjorde im Südwesten der Südinsel auch, einerseits durch Gletscherbewegungen der letzten Kaltzeit entstanden ist und andererseits durch die Überflutung des Tals durch den ansteigenden Meeresspiegel gebildet wurde. Die Bezeichnung Sound kam durch die ersten europäischen Siedler und Seefahrer, die zahlreiche Täler in der Region Fiordland als Sounds bezeichneten, eine Benennung, die eigentlich nur für die von der Seeseite her geflutete Flusstäler verwendet wird, so wie die Sounds in den Marlborough Sounds im Norden der Südinsel. Die Seefahrer, zumeist englischer oder walisischer Herkunft, kannten von ihrer Heimat her keine Fjorde und so verwendeten sie für die Meeresarme die ihnen bekannten Bezeichnungen, die später auch nicht mehr korrigiert wurden.

## George Sound Route
Zu dem Sounds führt ein 17,8 km langer Wanderweg, der George Sound Route genannt wird. Der Track beginnt im nördlichen Teil des Lake Hankinson, dort wo der Wapiti River in den See mündet. Er folgt dem Wapiti River und führt an der nördliche Seite des Lake Thomson vorbei, zweigt dann von der Thomson Hut über den Henry Pass zum Lake Kathrine und folgt schließlich dem Katherine Creek zur George Sound Hut am Sound, wo der Track endet.
Erreicht werden kann der Zugang zu dem Wanderweg nur von Te Anau aus, über den Lake Te Anau zum nördlichen Ende seines North West Arms, dann entlang des Abflusses des Lake Hankinson und über den See zu seinem nördlichen Anfang.